# Clarisse Miroy
Clarisse Miroy, oder kurz Clarisse, bürgerlich Clarisse Midroy (* 24. April 1820 in Saint-Dizier; † 31. August 1870 in Neuilly-sur-Seine), war eine französische Schauspielerin.

## Ausbildung und Werdegang
Mit 15 Jahren debütierte Miroy am Gymnase-Enfantin in einer Pantomime. Der damalige Innenminister hatte dem Gymnase nur Pantomimen genehmigt. Also wurde zu pathetischen und übertriebenen Gesten das gesprochene Wort durch den Regisseur synchronisiert. Miroy, die von einem Leben als professionelle Schauspielerin träumte, beendete noch 1835 die Zusammenarbeit und wechselte zum Théâtre Comte. Als einige Wochen nachdem sie dort angefangen hatte, die Darstellerin der Heloïse im Stück Cotillion III von Émile Vanderburch erkrankte, erhielt Miroy die Chance und begeisterte in ihrer Rolle. Sie sollte zwei weitere Jahre am Comte spielen.
Es folgte ein Engagement in Lissabon, das sie aber schnell wieder beendete, weil ihr der dortige Impresario die ihr versprochenen Rollen nicht geben wollte. Zurück in Paris konnte sie beim Théâtre du Panthéon mit einer mittelmäßigen Rolle anfangen. Deshalb wechselte sie 1838 erneut und nahm im Théâtre de l’Ambigu-Comique ein Engagement an. 1840 erhielt sie ein Engagement am Théâtre de la Gaîté, wo sie Frédérick Lemaître auffiel, der sie unter seine Fittiche nahm und ihr Unterricht erteilte.
Lemaître war tief getroffen dadurch, dass sich Atala Beauchêne gerade von ihm getrennt hatte. Um sich zu trösten, ging er mit Miroy eine Liaison ein, die  13 Jahre halten sollte. Die Beziehung konnte auch nicht lange geheim gehalten werden, aber ein öffentlicher Skandal blieb aus.

## Karriere
Im Théâtre de la Gaité hatte die junge Miroy die Gelegenheit sich auszuprobieren, bis ihr wieder der Zufall zu Hilfe kam. Die Hauptdarstellerin des Stücks Massacre des innocents von Julien de Mallian erkrankte plötzlich und Miroy sprang für sie ein. In der Neuinszenierung des Cotillion III bekam sie wieder eine Hauptrolle, ihre alte Rolle als Heloïse, mit der sie großen Erfolg hatte und ihr großes komödiantisches Talent zeigte.
1843 löste sie den Vertrag mit dem Théâtre de la Gaîté im gegenseitigen Einvernehmen, mit der Vereinbarung für eine Benefizaufführung zu ihren Gunsten. Erst im darauffolgenden Jahr war sie wieder auf der Bühne zu sehen, jetzt im Théâtre de la Porte Saint-Martin und wieder an der Seite Lemaîtres. Die Rolle der Königin in Victor Hugos Ruy Blas, die sie 1846 spielte, bewegte Hugo zu einem persönlichen Brief. Er nannte Miroy darin einen Stern am Himmel seiner Seele und lobte ihr großes Talent.
Lemaître pflegte immer wieder auf Gastspieltourneen zu gehen, wohin er Miroy stets mitnahm. 1852 nahm sie wieder ein festes Engagement am Théâtre des Variétés an. Dort spielte sie in verschiedenen Stücken und erstmals eine etwas ernstere Rolle als vulgäre Marktverkäuferin auf dem Pariser Großmarkt Les Halles. Ab 1853 wollte sie gänzlich ins ernste Fach wechseln, da sie mit einem Alter von 33 Jahren schon an erheblichem Übergewicht litt und sie nicht wollte, dass über sie und ihr Aussehen anstatt über ihre Darbietung gelacht wurde. Dazu kam, dass sie schwer unter der Trennung von Lemaître litt, was es ihr unmöglich machte, auf der Bühne komisch zu wirken.
Lemaîtres Leidenschaft für sie war zwischenzeitlich erlahmt, auch wenn er ihr noch immer seine Liebe bekundete, war ihm ihre Leibesfülle nicht entgangen. Sie traf sich deshalb zum Trost mit einem jungen Schauspieler, den heute vergessenen Jenneval, den sie auf einer Provinztournee kennen gelernt hatte. Miroy und Lemaître hatten zu dieser Zeit ein gemeinsames Engagement am Théâtre de l’Ambigu-Comique und gaben gerade das Drama Bonne aventure von Paul Foucher. Vor einer Aufführung konnte Lemaître eine Nachricht an Miroy abfangen, die keinen Zweifel an ihrer Untreue ließ, und Lemaître ließ die Aufführung platzen. Er tobte so lange und wollte sich nicht beruhigen, bis er vor die Tür gesetzt wurde. In die gemeinsame Wohnung zurückgekehrt, fand er Miroy in Tränen aufgelöst. Er gab jedoch kein Pardon, riss ihre Kleider aus den Schränken und hieß sie, nie mehr unter seine Augen zu treten.
Miroy versuchte Lemaîtres Liebe zurückzugewinnen, scheiterte aber. Lemaître behauptete später, nach Miroys Tod, sie sei eines Abends, als er, Lemaître, auf der Bühne stand, heimlich in seine Maske gegangen. Dort habe sie Laudanum in das für ihn bereitgestellte Getränk gemischt. Er sei jedoch gewarnt worden, dass seine ehemalige Geliebte da gewesen sei, und habe das Getränk deshalb nicht angerührt.
Miroy führte die Liebschaft mit Jenneval fort, aber ohne großes Glück. Er war ein nur leidlicher Schauspieler, dafür aber sehr geltungsbedürftig, was sie störte. Er ließ sich denn auch von Miroy aushalten. Als Miroy dahinterkam, dass er sie betrogen hatte, wurde sie eifersüchtig und sie machte ihm fortlaufend Szenen in der Öffentlichkeit. Als Miroy Jenneval, bei einer Bühnenprobe, in flagranti erwischte, beschimpfte sie ihn aufs Übelste, schlug und trat nach ihm. Das sprach sich in der Stadt herum und, als Miroy eines Tages Lemaître in einem Café begegnete, verspottete er sie. Das war zu viel für sie, sie verließ Paris und nahm 1855 ein Engagement in Rouen an. Es folgten Engagements in Lyon, Marseille, Genf und Chambéry, aber sie sehnte sich so sehr nach Paris, dass sie 1861 eine Rolle am Cirque Olympique annahm. Nachdem der Cirque Olympic, wie die gesamte Nordseite des Boulevard du Temple der Stadtneuplanung Baron Haussmanns zum Opfer gefallen war, bekam sie ein Angebot vom Théâtre du Châtelet.

## Die zweite Karriere und Abstieg
Sie spielte nie mehr kokette Rollen der Liebhaberinnen, sondern trat als Mutter oder gütige Fee in Erscheinung. Es wurde berichtet, sie hätte, ob ihrer Fettsucht, hinter den Kulissen bitterlich geweint, aber wenn ihr Stichwort kam, habe sie die Tränen fortgewischt, ein Lächeln aufgesetzt und sei auf die Bühne gegangen. Sie habe sich im Nachhinein damit herausgeredet, sie habe nur eine Migräne gehabt, oder ähnliche Ausreden gebraucht. Sie sollte auch noch einige Erfolge bis zum Ende ihrer Karriere feiern.
Ihr beruflicher Abstieg kam schleichend. Die großen Rollen blieben aus. Miroy spielte dann in Vorstadttheatern und Gasthaussälen, bis sie 1870, gesundheitlich angeschlagen, gar nicht mehr auftrat. Freunde aus den guten Zeiten zeigten sich großzügig und finanzierten ihr ein Zimmer in einer Pension. Als sie eines Abends nicht zum Abendessen erschien, fand man sie tot in ihrem Zimmer.
Die Nachricht ihres Todes ging durch den Ausgang der Schlacht von Sedan und die Schwere dieser Tatsache völlig unter und blieb weitestgehend unbemerkt.